# Красный цветок
«Красный цветок» — рассказ Всеволода Гаршина, написанный  в 1883 году. Впервые опубликован в журнале «Отечественные записки» с посвящением памяти Тургенева.

## История создания и публикации
В рассказе Гаршин передал впечатления своей психической болезни, первый приступ которой он перенёс в семнадцать лет и впоследствии рассказывал об этом так: «Однажды разыгралась страшная гроза. Мне казалось, что буря снесет весь дом, в котором я тогда жил. И вот, чтобы этому воспрепятствовать, я открыл окно, — моя комната находилась в верхнем этаже, — взял палку и приложил один ее конец к крыше, а другой — к своей груди, чтобы мое тело образовало громоотвод и, таким образом, спасло все здание со всеми его обитателями от гибели». В. И. Бибиков вспоминал, что говоря о рассказе, Гаршин вспомнил своё пребывание в "харьковском доме умалишенных, об окне, снабженном толстой решеткой, около которого он подолгу простаивал, и цветнике, и заметил, что «немудрено, если грёзы его имели такое направление, как это рассказано в „Красном цветке“. Кроме конца, там всё — правда, я ничего от себя не прибавил».
Рассказ был опубликован в десятом (октябрьском) номере журнала «Отечественные записки» с посвящением памяти Тургенева, скончавшегося 22 августа 1883 года.

## Сюжет
В сумасшедший дом поступает больной, считающий, что он живёт вне времени и пространства, и что всё зло мира сосредоточено в красных маках, растущих в больничном саду. Он объясняет себе свою теорию следующим образом: во-первых, из мака делают опиум, а во-вторых, он красный, потому что содержит в себе всю пролитую кровь невинных. Он срывает один из красных цветков и прячет под рубашкой прямо на груди. Сорвав все, он впитает в себя всё зло маков и победит внутри.
Прежде чем надзиратель успевает вмешаться, больной также срывает второй цветок, снова прячет его на груди. Остатки цветков он сжигает, думая, что всосал в себя всё зло. На него приходится надеть смирительную рубашку.
В постели исхудавший больной видит, что снаружи распускается третий бутон мака. Он освобождается от смирительной рубашки, хитростью пролезает через зарешеченное окно в сад, срывает третий красный цветок и давит его в руке. Он думает, он теперь усвоил себе всё зло этого мира. Утром его находят мёртвым со счастливой улыбкой.

## Критика
В <рассказе> болезненное и напряжённое нравственное чувство Гаршина достигает апогея. <...> Удручающая атмосфера сумасшедшего дома передана с впечатляющим мастерством. Нельзя сказать, что Гаршин великий писатель. Его манера слишком связана с годами упадка литературы. Техника недостаточна; даже в Красном цветке читателя сердят встречающиеся несоразмерности. Но со всем тем стиль его -чистый, сдержанный и искренний...Дмитрий Святополк-Мирский
Рассказ, написанный от третьего лица, — один из самых тонких в русской литературе образцов интроспекции, проникновения в глубину психики; трагизма ему добавляет то обстоятельство, что Гаршин, страдавший психическим расстройством, хорошо знал, о чём писал.Полка
Характерен отзыв Глеба Успенского, современника Гаршина: «Читая такую вещь, как „Красный цветок“, мы, кроме тонких наблюдений над симптомами психической болезни, видим, что источник страдания больного человека таится в окружающей его жизни и что оттуда, из жизни, страдание вошло в его душу. Видим, что жизнь оскорбила в нём чувство справедливости, огорчила его, что мысль о жизненной неправде есть главный корень душевного страдания и что нервное расстройство, физическая боль, физическое страдание только осложняют напряженную работу совершенно определённой мысли, внушенной впечатлениями живой жизни».
В советской критике рассказ также связывался с революционным движением. Например, Г. А. Бялый писал, что в «Attalea princeps» и «Красном цветке» «в аллегорической форме отражены черты, характерные для поколения революционеров-разночинцев 70-х годов. Героями этих произведений являются борцы — мужественные, но одинокие, ещё не связанные с народом, обречённые на гибель».
Советский критик Борис Аверин также связывал рассказ с революционным движением и «Attalea princeps». По его мнению, «Красный цветок» по своему тону более оптимистичен, чем «Attalea princeps» и рассказ «То, чего не было», также посвящённый теме борьбы за лучшее будущее; из-за этих двух рассказов современники упрекали Гаршина в пессимизме. По мнению Аверина, в отличие от одинокой Attalea princeps и неспособных даже представить будущую жизнь героев «То, чего не было», герой «Красного цветка» напротив ощущает свою жизнь «с миром и космосом», хорошо представляет мир «в новой, чудной красоте» и видит остальных пациентов в колпаках с красным крестом своими «товарищами»; хотя красный цвет он отождествляет с мировым злом, красный крест с побывавших на войне колпаков он видит символом героического самопожертвования. Кроме того, хотя главный герой — сумасшедший, он верит, что победа над злом возможна, а потому, в то время как Attalea princeps испытывает великое разочарование, главный герой «Красного цветка» умирает счастливым: «для Гаршина вера в то, что зло может быть побеждено, всегда должна быть у человека; борьба с ним, даже если благие результаты не наступят мгновенно, — единственное средство, которое может принести человеку счастье… герой „Красного цветка“ умирает счастливым, и это счастье заслужено им».